# Gianni Palminteri
Gianni Palminteri (Feltre, 9 settembre 1924 – Feltre, 6 ottobre 1996) è stato un artista e pittore italiano.

## Introduzione
Pur riconosciuto come artista informale, negli anni '60 volge le spalle a questo movimento ed inaugura una personale ricerca controcorrente: “Si viene a sapere con scandalo degli ambienti informali che Palminteri di nascosto nel suo studio, ha ripreso a disegnare l'albero e il nudo, a riprendere in mano il pennello, a fare dei piccoli triangoli mettendovi sotto la punta del pennello, disegnando così degli alberelli assai elementari”. Dalla metà degli anni Sessanta, trasforma queste vedute in paesaggi antropomorfi e negli anni Settanta ed Ottanta in paesaggi naturazionali. Di qui la sua estetica giunge a fondere i grandi classici dell'arte italiana con l'essenzialità del gesto orientale in un originale stile sincretico. Instancabile sperimentatore di tecniche pittoriche e grafiche. È stato anche poeta.

## Biografia
Frequenta gli studi classici al Collegio Aeronautico di Forlì.
Dal 1945 gioca come portiere della Feltrese e dipinge già. Nel 1948 l'Inter lo convoca come portiere a Milano dove rimane per una stagione. Un rovinoso incidente sul campo ne interrompe la carriera calcistica, mentre quella artistica inizia a essere coltivata nelle lunghe soste forzate a letto. 
Tra i concittadini Palminteri stringe amicizia con i fratelli Romano e Tancredi Parmeggiani; è con quest'ultimo che ha lunghe discussioni notturne e scambi di ritratti e disegni fatti nella soffitta paterna, in cui viene visitato anche dall'anziano pittore Juti Ravenna.
Nel 1952 si allontana da Feltre, come diversi artisti conterranei (Luigi Cima, Tancredi Parmeggiani) e fino al 1959 farà la spola con Venezia dove si trasferirà stabilmente dal 1961 al 1964.
Tra il 1952 ed il 1954 si iscrive ai Corsi Liberi del Nudo dell'Accademia di Belle Arti della città lagunare in cui insegnavano allora Bruno Saetti e Gastone Breddo. 
Con Breddo Palminteri stabilirà un legame maggiormente creativo, infatti ne diviene ben presto assistente fino ad aiutarlo nell'esecuzione di dieci cartocci che il maestro presenterà alla Biennale del 1958, ricevendo il Premio Nazionale.
Nel 1955 partecipa alla 43ª Mostra Collettiva della Fondazione Bevilacqua-La Masa di Venezia con un disegno di una natura morta. Nella Giuria vi sono Guido Cadorin, Francesco Valcanover, Alberto Viani, Virgilio Guidi.
A Venezia con Tancredi si avvicina a Peggy Guggenheim e a Carlo Cardazzo, ma dopo alcune visite non si recherà più a Palazzo Venier dei Leoni, preferendo lavorare nel proprio studio nell'attuale Palazzo Mocenigo, sede della Facoltà di Filosofia dell'Università di Venezia.
Al 1956 risalgono i Tuffi, orme impresse e lacerate dal tuffo del suo corpo in una coltre di vernici industriali stese su vaste superfici di tela.
Nel 1960 partecipa con Ernesto Treccani, Giulio Turcato, Tono Zancanaro, Achille Perilli, Armando Pizzinato, Riccardo Licata, Ugo Attardi al Primo Premio Nazionale di Pittura "Carlo Rizzarda" che vince (ex aequo) con il Tuffo BE-2A. La Giuria (Carlo Carrà come Presidente, Umbro Apollonio, Silvio Guarnieri, Giuseppe Mazzariol, Franco Russoli e Marcello Venturoli come membri) si dice: “... particolarmente lieta di riconoscere i meriti del pittore Gianni Palminteri, assolutamente inedito ed orientato alle più libere esperienze informali.”
Nel marzo 1962 Miela Reina espone nella Galleria triestina BE-2A l'opera vincitrice del premio Rizzarda e il Civico Museo Revoltella l'acquista per la sua Galleria di Arte Moderna.
In quel tempo si trovava a Trieste per le riprese di Senilità Claudia Cardinale, che presenta a Palminteri il brasiliano Maurizio Siqueira, direttore dei musei d'Arte Moderna di Rio de Janeiro e di San Paolo. Egli lo invita a lavorare in Brasile, ma Palminteri declina l'offerta.
A novembre parte alla volta di Parigi; l'occasione è quella di riportare all'artista Riccardo Licata l'auto, ma in realtà è mosso dal richiamo dei grandi artisti che visita ogni giorno al Louvre.
Di ritorno a Venezia Siqueira gli presenta Emilio Vedova, Santomaso e Christo che spesso, come lo scultore svedese Axel, lo visita nel suo studio a Ca'Nani.
Ha da poco conosciuto Anita Mini, pittrice, che sarà per tutto il resto della vita sua consorte. 
Con lei intraprende nel 1965 il primo dei viaggi verso la Sicilia, fermandosi in Toscana, Umbria e Calabria; è in Toscana che può studiare dal vivo i primitivi: Giotto, Masaccio, Piero della Francesca, Pisanello, Pietro e soprattutto Ambrogio Lorenzetti. È da qui che, invece di alimentarsi ad una cultura pittorica di formazione americana, si riaccosta, con assoluta indipendenza rispetto agli orientamenti estetici contemporanei, ai dati delle fonti naturali: paesaggio e uomo. “Perché invece che andare con Pollock, non si può andare con Ambrogio (Lorenzetti)? Sono ritornato nel passato a prendere la rincorsa, volevo ricostruire la pittura là dove si era interrotta”. 
Nel 1965 torna a Milano per la seconda volta ad esporre alla “Galleria Il Cannocchiale” gli originali paesaggi.
Nel 1968, in occasione del Festival dei due Mondi a Spoleto, adorna il centro storico con i suoi Ambienti, stendardi e tele pendenti dai balconi dei palazzi cittadini.
Dal 1969 si trasferisce a Milano alla “Galleria Patrizia” in cui espongono Roberto Crippa e Gianni Dova. In questo periodo il regista Paolo Luciani gira un cortometraggio, con Gianni e Anita protagonisti, in cui racconta le loro giornate di artisti a Milano.
Dino Buzzati scrive degli affreschi su tavola di quel periodo: “Tempo fa dalla finestra aperta, una quaglia entrò nello studio di Palminteri in corso Magenta e si mise a saltellare sopra i quadri deposti sul pavimento, che rappresentavano, con armonia di tinte e sensibilità naturalistica, vari paesaggi italiani di colli, di valli, di montagne... Un caso? Si direbbe di no. Perché la quaglia, gentilmente estromessa, è tornata ripetutamente nello studio, sistemandosi sempre sopra i paesaggi, che le riuscivano molto più ospitali che non i tetti o i grami giardini di Milano. All'uccello ramingo non si può dare torto. Palminteri con quella sua tecnica personale, sa evocare con molta finezza il fascino e le luci delle campagne solitarie: e, a quanto pare, emulare i trompe l'oeil del leggendario Zeusi.”.
Si trasferisce nella campagna vicentina e a Vicenza nel 1971 frequenta l'ambiente culturale della “Galleria Del Ponte” di Mario Albanese, con Neri Pozza, Tono Zancanaro e Lionello Puppi.
In questi anni collabora con la rivista "i Fogli del Ponte"  (di Mario Albanese) dove pubblica articoli di estetica.
Di qui nel 1985, decide dopo vent'anni di ritornare a Feltre dove resterà fino al 1991, reinterpretando i paesaggi della Valbelluna fino alla nuova partenza, questa volta per la Sabina.
Qui conduce un'esistenza isolata, lontano dai contatti con galleristi ed esposizioni e si dedica alla poesia che affianca alle inedite pitture ad olio su carta.
Muore di ictus il 6 ottobre 1996.
Dino Gavina lo ospita nella selezione di artisti da lui considerati autentici e misconosciuti nella mostra "Moderni e Contemporanei” nel 2004 alla Galleria Accursio di Bologna.

## Esposizioni
- 1955 Partecipa, con un disegno raffigurante una natura morta, al 43° “Premio Collettiva Bevilacqua - La Masa”; la Giuria è composta da Breddo, Cadorin, Valcanover, Viani, Bergamin.
- 1958 agosto: "Mostra di pittura" al "Majestic Dolomiti" di S. Martino di Castrozza
- 1960 
  - Settembre: a Feltre vince ex aequo con Achille Perilli il Premio Nazionale di Pittura "Carlo Rizzarda" assegnatogli dalla Giuria composta da Carrà, Apollonio, Guarnieri, Mazzariol, Russoli, Venturoli per l'opera BE-2A.
  - Ottobre: espone alla “Galleria Il Giorno” di Milano.
- 1961 Mostra, con Tancredi, alla “Galleria La Linea” di Venezia (Mazzariol ne legge la recensione alla RAI di Venezia).
- 1962 
  - Marzo: Personale alla “Galleria La Cavana", diretta da Miela Reina, di Trieste (Mazzariol).
  - Luglio: Personale alla “Galleria Il Canale”, diretta da Aldo Vedova, di Venezia (Mazzariol).
- 1964 
  - Maggio: Personale alla “Galleria Il Canale” di Venezia (Toniato).
  - Personale allo “Studio Ca' Nani” di Venezia (Kermoal).
- 1965	Novembre: Personale alla “Galleria Il Cannocchiale” di Milano (Zugni-Tauro).
- 1966	Aprile: Personale alla “Galleria d'Arte Moderna La Stretta” di Portogruaro. (Kermoal).
- 1967	
  - Aprile: Personale al Circolo Universitario Feltrino.
  - Maggio: Personale al Museo Civico di Belluno.
  - Vince il 4º Concorso di pittura dedicata a Feltre e ai suoi dintorni, organizzato dall'Azienda Turismo in collaborazione con il Circolo Culturale Feltrino, con l'opera "I solivi di Fastro". La Giuria è composta da C. Semenzato, S. Dalla Palma, A. Zugni-Tauro.
- 1968 
  - Giugno: Partecipa con due “Paesaggi Toscani “alla Collettiva alla “Galleria Al Sole” di Feltre organizzata dal Circolo Culturale Feltrino, con Murer, Guidi, Cadorin, Neri Pozza, Tono Zancanaro, Viola, Pozzi, Milano, Fachin, Ocri, Piccolotto.
  - Espone per la città di Spoleto, in occasione del Festival dei Due Mondi.
  - Settembre: Personale alla “Galleria Al Sole” di Feltre (W. Pozzi).
- 1969	
  - Febbraio: Personale alla “Galleria Giraldo” di Treviso.
  - Giugno: Personale alla “Galleria Patrizia" di Milano.
  - Luglio: Personale alla “Galleria del Quadro” di Pieve di Cadore.
  - Dicembre: Collettiva alla “Galleria Patrizia” di Milano.
- 1970 marzo: Personale alla “Galleria Patrizia” di Milano.
- 1971
  - Marzo: Personale alla “Galleria Al Sole” di Feltre.
  - Maggio: Personale alla “Galleria Del Ponte” di Vicenza. Espone i nuovi “Paesaggi”.
  - Partecipa alla 2ª edizione del Premio di Pittura Montegalda.
  - Luglio: Collettiva alla “Galleria Del Ponte” di Vicenza.
- 1972	
  - Mostra alla “Galleria La Lucarne” di Parigi.
  - Mostra alla “Galleria Malergard” di Copenaghen.
- 1973	Maggio: Personale alla “Galleria Del Ponte” di Vicenza.
- 1974	Settembre: Personale alla “Galleria Guelfi” di Verona.
- 1975	
  - Settembre: Personale alla “Galleria Fidesarte” di Mestre. Espone “Veneri” e “Paesaggi Naturazionali”.
  - Personale alla “Galleria San Marco” di Mestre.
- 1976	6° Rassegna Nazionale Biennale di Arte Contemporanea Pettenon a Vicenza. Premiato.
- 1977	Novembre: partecipa a "Presenze" assieme a Dinetto e Rincicotti ad Arzignano (Vi). La Commissione per le Attività Culturali, promossa dall'Amministrazione Comunale di Arzignano, invita nell'ottobre 1977 Palminteri assieme a Dinetto e Rincicotti a mettere a disposizione i loro dipinti per una mostra nella Sala delle Riunioni presso la Biblioteca Civica cittadina.
- 1979	
  - Febbraio: Personale alla “Galleria San Giorgio” di Mestre.
  - Marzo: Personale alla “Bottega Del Quadro” di Feltre.
  - Ottobre: Personale a Noventa Vicentina.
  - Premio Nazionale Pittura "Città di Thiene". Premiato.
- 1980	
  - Personale alla “Galleria Del Ponte”. In quest'occasione la Galleria pubblica la prima monografia su Palminteri.
  - Fiera internazionale di Arte Contemporanea "Expo Arte" di Bari.
- 1981	Febbraio: Personale alla “Galleria Selearte 1” di Padova.
- 1982 marzo: Mostra a "Villa Contarini" di Piazzola sul Brenta. Gli è dedicata questa mostra antologica assieme al pittore Springolo.
- 1983	Personale alla “Galleria Del Ponte”.
- 1984	Personale alla “Galleria Del Libro” di Treviso.
- 1985	Febbraio: Collettiva al Centro Culturale "La Crepadona" di Belluno. Nel febbraio 1985 il Comune di Belluno organizza una "Rassegna d'Arte Triveneta" con i protagonisti dell'arte triveneta di quest'ultimo ventennio ospitandone le opere al Centro Culturale "La Crepadona". Tra gli invitati con Calabrò, Dinetto, Fiabane, Licata, Zancanaro, c'è anche Palminteri, il cui profilo critico è scritto dai critici Morales e Segato.
- 1986	Marzo: Personale alla “Bottega Del Quadro” di Feltre.
- 1989	Novembre: Personale alla “Bottega Del Quadro” di Feltre.
- 1993	Novembre: Antologica alla “Galleria Del Ponte”di Vicenza.
- 2004 (postuma) Collettiva “Moderni e Contemporanei” alla “Galleria Accursio” di Bologna.
- 2008	(postuma) settembre: Antologica Gianni Palminteri 1948-1993, Segreti naturali, Feltre, Galleria d'Arte Moderna “Carlo Rizzarda”.

## Opere nei Musei
Presso il Museum-Bagheria (Bagheria, PA)
- Omaggio ad Ambrogio (JPG), su museum-bagheria.it.
- Ambiente (JPG), su museum-bagheria.it.

Presso la Galleria Rizzarda (Feltre) Archiviato il 20 dicembre 2014 in Internet Archive.
- Tuffo (JPG), su musei.comune.feltre.bl.it. URL consultato il 18 ottobre 2014 (archiviato dall'url originale il 20 dicembre 2014).

Angolo naturale Archiviato il 20 dicembre 2014 in Internet Archive.
Presso il Museo Revoltella - Comune di Trieste
- BE-2A

Presso Casa museo Remo Brindisi, Lido di Spina, Comacchio (FE)